# Evergestis alborivulalis
Evergestis alborivulalis — вид лускокрилих комах родини вогнівок-трав'янок (Crambidae).

## Поширення
Вид поширений в Південній і Східній Європі та Північній Азії від Португалії до Південного Сибіру.

## Опис
Розмах крил сягає 13-20 мм. Голова і груди чорно-коричневі з білим вкрапленням. Живіт біло-смугастий. Передні крила бурувато-чорні з візерунком з поодиноких вузьких білих лусочок. Візерунок на крилах складається з чотирьох білих, неправильно вигнутих та кутових поперечних ліній, рівновіддалених одна від одної та більш-менш паралельних зовнішньому краю. Пара маленьких білих плям лежить дистальніше дискальної жилки, ще три-чотири плями розподілені в середньому полі. Бахрома чорнувато-коричнева. Задні крила забарвлені так само, як і передні крила.

## Спосіб життя
Мешкає у гірських регіонах. Імаго літають в квітні-травні.